# Quatre-Champs
Quatre-Champs és un municipi francès situat al departament de les Ardenes i a la regió del Gran Est. L'any 2007 tenia 196 habitants.

## Demografia

### Població
El 2007 la població de fet de Quatre-Champs era de 196 persones. Hi havia 90 famílies de les quals 28 eren unipersonals (12 homes vivint sols i 16 dones vivint soles), 29 parelles sense fills, 29 parelles amb fills i 4 famílies monoparentals amb fills.
La població ha evolucionat segons el següent gràfic:
Habitants censats

### Habitatges
El 2007 hi havia 111 habitatges, 86 eren l'habitatge principal de la família, 19 eren segones residències i 7 estaven desocupats. 108 eren cases i 2 eren apartaments. Dels 86 habitatges principals, 64 estaven ocupats pels seus propietaris, 20 estaven llogats i ocupats pels llogaters i 1 estava cedit a títol gratuït; 2 tenien una cambra, 4 en tenien dues, 3 en tenien tres, 17 en tenien quatre i 59 en tenien cinc o més. 63 habitatges disposaven pel capbaix d'una plaça de pàrquing. A 36 habitatges hi havia un automòbil i a 42 n'hi havia dos o més.

### Piràmide de població
La piràmide de població per edats i sexe el 2009 era:
| Homes | Edats   | Dones |
| ----- | ------- | ----- |
| 0     | 95 o +  | 0     |
| 4     | 90 a 94 | 4     |
| 0     | 85 a 89 | 0     |
| 0     | 80 a 84 | 4     |
| 8     | 75 a 79 | 12    |
| 0     | 70 a 74 | 8     |
| 8     | 65 a 69 | 4     |
| 8     | 60 a 64 | 4     |
| 0     | 55 a 59 | 0     |
| 12    | 50 a 54 | 8     |
| 4     | 45 a 49 | 8     |
| 12    | 40 a 44 | 8     |
| 8     | 35 a 39 | 4     |
| 4     | 30 a 34 | 4     |
| 4     | 25 a 29 | 8     |
| 4     | 20 a 24 | 0     |
| 8     | 15 a 19 | 12    |
| 12    | 10 a 14 | 8     |
| 8     | 5 a 9   | 4     |
| 8     | 0 a 4   | 0     |

## Economia
El 2007 la població en edat de treballar era de 130 persones, 95 eren actives i 35 eren inactives. De les 95 persones actives 87 estaven ocupades (49 homes i 38 dones) i 8 estaven aturades (2 homes i 6 dones). De les 35 persones inactives 12 estaven jubilades, 7 estaven estudiant i 16 estaven classificades com a «altres inactius».

### Ingressos
El 2009 a Quatre-Champs hi havia 84 unitats fiscals que integraven 200,5 persones, la mediana anual d'ingressos fiscals per persona era de 16.362 €.

### Activitats econòmiques
Dels 10 establiments que hi havia el 2007, 2 eren d'empreses de fabricació d'altres productes industrials, 3 d'empreses de construcció, 2 d'empreses de comerç i reparació d'automòbils, 1 d'una empresa d'hostatgeria i restauració, 1 d'una empresa immobiliària i 1 d'una empresa de serveis.
Els 2 serveis als particulars que hi havia el 2009 eren lampisteries.
Els 2 establiments comercials que hi havia el 2009 eren botigues d'electrodomèstics.
L'any 2000 a Quatre-Champs hi havia 7 explotacions agrícoles.

## Equipaments sanitaris i escolars
El 2009 hi havia una escola elemental integrada dins d'un grup escolar amb les comunes properes formant una escola dispersa.

## Poblacions més properes
El següent diagrama mostra les poblacions més properes.